# 앤드류 넬슨
앤드류 넬슨(1996년 ~)은 슈퍼스타K2 출신의 가수다. 2011년 너는 펫 OST <Hey Girl>로 데뷔했다.

## 방송
- 슈퍼스타K (시즌 2) - Top8(7위)

## 음반
- 슈퍼스타K 2 Top11 Part.1 (2010)
- 슈퍼스타K2 Up To 11 (2010)
- 너는 펫 OST (2011)
- No Matter What (2014)
- I Gotta Be Me (이건 내가 아니야) (2014)